# Liste abgebaggerter Ortschaften

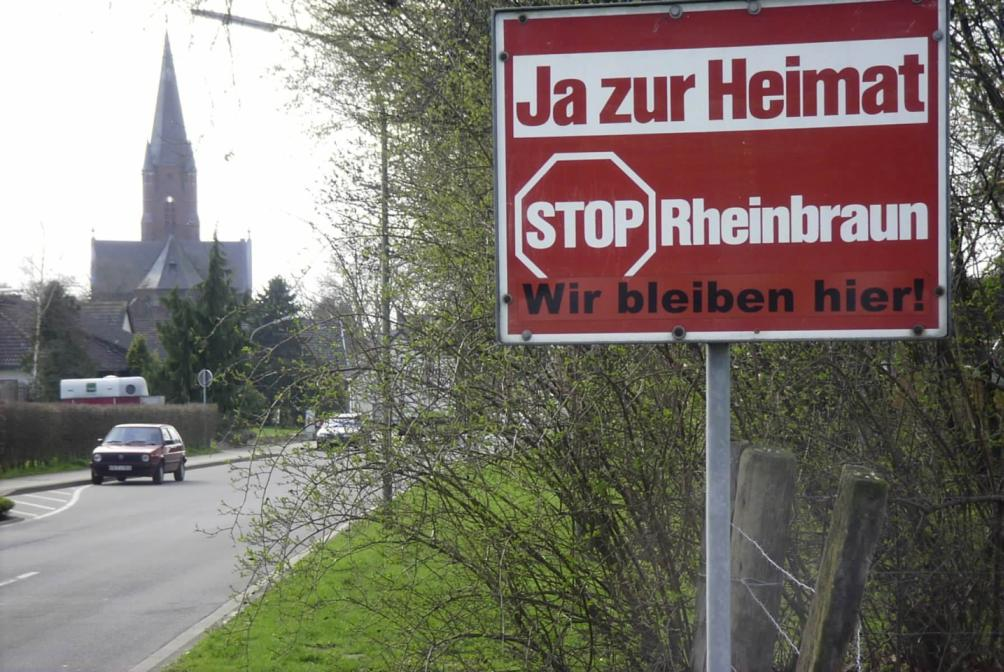
Protestschild gegen das Abbaggern des Ortes Holzweiler durch den Tagebau Garzweiler

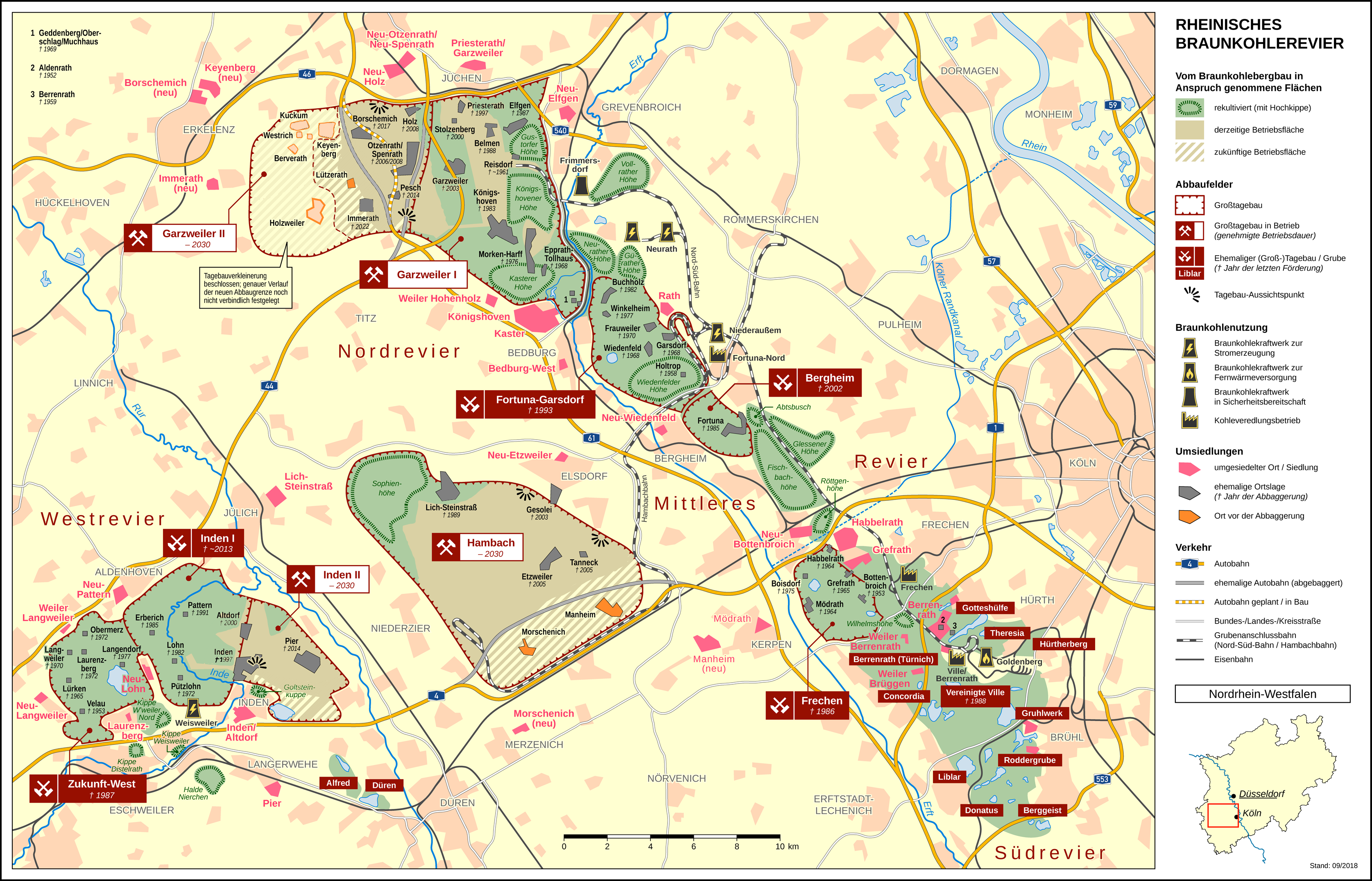
Ehemalige und umgesiedelte Orte im Rheinischen Braunkohlerevier

Die Liste abgebaggerter Ortschaften benennt Ortschaften, die dem Bergbau über Tage weichen mussten.
Ortschaften werden als „abgebaggert“ bezeichnet, wenn ein Tagebau, z. B. Braunkohle, auf besiedeltes Gebiet ausgedehnt wurde und man sich dazu entschloss, darauf befindendes Siedlungsgebiet abzureißen, um die darunterliegende Braunkohle fördern zu können.
Von einer „Überbaggerung“ wird gesprochen, wenn über der ehemaligen Ortslage Abraumhalden entstehen. Ein Beispiel hierfür ist die Sophienhöhe über der ehemaligen Ortslage Lich-Steinstraß (Tagebau Hambach).
In Deutschland wurden alleine für den Braunkohlebergbau mehr als 300 Siedlungen devastiert und ca. 100.000 Menschen umgesiedelt.

## Deutschland

### Helmstedter Braunkohlerevier

#### Tagebau Alversdorf
- Alversdorf – Einwohner Anfang der 1970er-Jahre umgesiedelt und 1973 abgebaggert

#### Tagebau Wulfersdorf
- Büddenstedt – 1940 bis 1947 als Teil von der einstigen Gemeinde Büddenstedt abgebaggert und als Ortsteil Neu Büddenstedt schon vorher (1935) wieder neu angelegt

#### Tagebau Treue
- Runstedt – 1958 bis 1968 erfolgte der Abriss des Ortes
- Trendelbusch – musste Ende der 1950er-Jahre dem Braunkohletagebau weichen. Es war bis 1916 ein eigener Tagebau namens Trendelbusch am Rand des Ortes, der dann wesentlich später im Tagebau Treue aufging

#### Tagebau Wulfersdorf
- Wulfersdorf – 1940 bis 1944 abgerissen

### Rheinisches Braunkohlerevier

#### Tagebau Bergheim
- Fortuna – Ortsteil von Bergheim, in den 1980er-Jahren abgebaggert
- Kloster Bethlehem – gehörend zur Stadt Bergheim

#### Tagebau Fortuna-Garsdorf
- Garsdorf – Ortsteil von Bedburg – 1963–1965 umgesiedelt – 1965 abgebaggert
- Frauweiler – Ortsteil von Bedburg – 1963–1965 umgesiedelt und abgebaggert
- Wiedenfeld mit seinem Ortsteil Montagsend – Ortsteil von Bergheim – 1963–1965 umgesiedelt und abgebaggert
- Winkelheim – Ortsteil von Bedburg – bis 1977 umgesiedelt
- Buchholz (Bedburg) – Ortsteil von Bedburg – bis 1977 umgesiedelt
- Burg Holtrop – gehörend zur Gemeinde Niederaußem (heute Bergheim) – 1958 abgebaggert
- Giersberg – Gemeinde Glesch – 1968 abgebaggert
- Bedburg-Ost – kleinere zum Stadtgebiet Bedburg zählende Ortschaften, wie z. B. Geddenberg

#### Tagebau Frechen
- Mödrath – 1956 umgesiedelt – 1964 abgebaggert – umgesiedelt nach (Neu-)Mödrath, Stadtteil im Nordosten von Kerpen
- Bottenbroich – 1949 umgesiedelt – 1953 abgebaggert – umgesiedelt nach Neu-Bottenbroich
- Habbelrath – 1960 umgesiedelt – 1964 abgebaggert – umgesiedelt an den Nordostrand von Habbelrath
- Grefrath – bis 1965 umgesiedelt – 1965 abgebaggert – umgesiedelt an den Nordostrand von Grefrath
- Boisdorf – 1970 umgesiedelt – 1975 abgebaggert – teilweise umgesiedelt nach Neu-Bottenbroich und Habbelrath

#### Tagebau Garzweiler
- Belmen – Ortsteil von Jüchen – ab etwa 1980 umgesiedelt – nach 1985 bis 1992 abgebaggert – umgesiedelt nach Neu-Elfgen
- Borschemich – Ortsteil von Erkelenz – wurde zwischen 2006 und 2016 nach Borschemich (neu) umgesiedelt
- Elfgen – Ortsteil von Grevenbroich – ab etwa 1980 umgesiedelt – bis 1992 abgebaggert – umgesiedelt nach Neu-Elfgen
- Garzweiler – Ortsteil von Jüchen – 1984–1992 umgesiedelt – 2003 abgebaggert – umgesiedelt nach Neu-Garzweiler
- Alt-Holz – Ortsteil von Jüchen – 2000–2006 umgesiedelt, Abrissbeginn Januar 2006–2011 abgebaggert – umgesiedelt nach Neu-Holz
- Immerath – Ortsteil von Erkelenz – 2006–2022 umgesiedelt – umgesiedelt nach Immerath (neu)
- Königshoven – Ortsteil von Bedburg – 1976–1978 umgesiedelt – 1983 abgebaggert – umgesiedelt nach (Neu-)Königshoven
- Lützerath – Ortsteil von Erkelenz – 2006–2022 umgesiedelt – umgesiedelt nach Immerath (neu)
- Morken-Harff – 1970–1975 umgesiedelt – nach 1975 abgebaggert – umgesiedelt nach Neu Morken-Harff
- Alt-Otzenrath – Ortsteil von Jüchen – 2000–2006 umgesiedelt – 2007 abgebaggert – umgesiedelt nach Otzenrath
- Pesch – Ortsteil von Erkelenz – 2005–2006 umgesiedelt – umgesiedelt nach Pescher Kamp
- Priesterath – Ortsteil von Jüchen – 1987 umgesiedelt – 2003 abgebaggert – umgesiedelt nach Neupriesterath
- Reisdorf (Grevenbroich) – Ortsteil von Grevenbroich – ab 1959 aufgelassen – um 1990 abgebaggert
- Alt-Spenrath – Ortsteil von Jüchen – 2006 umgesiedelt – 2009 abgebaggert – umgesiedelt nach Neu-Spenrath
- Schloss Harff – nach 1975 abgebaggert – umgesiedelt nach Neu Morken-Harff

#### Tagebau Hambach
- Etzweiler – Ortsteil von Elsdorf (Rheinland) – 1995–2003 umgesiedelt – 2011 abgebaggert – umgesiedelt nach Neu-Etzweiler
- Lich-Steinstraß – Ortsteil von Niederzier – 1981–1989 umgesiedelt – 1989 abgebaggert und überbaggert (Sophienhöhe) – umgesiedelt nach Jülich-Lich-Steinstraß
- Manheim – Ortsteil von Kerpen – wird seit 2012 umgesiedelt – umgesiedelt nach Manheim-neu
- Tanneck (Elsdorf) – Ortsteil von Elsdorf (Rheinland) – 2010 umgesiedelt – 2013/14 abgebaggert
- Gesolei – Siedlung im Süden von Elsdorf (Rheinland) – 1995–2003 umgesiedelt – umgesiedelt nach Neu-Etzweiler

#### Tagebau Inden
- Altdorf – Ortsteil von Inden – 1992–1999 umgesiedelt – 2005 abgebaggert – umgesiedelt nach Inden/Altdorf
- Geuenich – Ortsteil von Inden – bereits im 17. Jahrhundert bis auf die mittelalterliche Pfarrkirche aufgelassen, anschließend Friedhof und Gedenkstätte – 2005 abgebaggert
- Inden – ehemalige Ortsmitte von Inden – 1992–1999 umgesiedelt – 2005 abgebaggert – umgesiedelt nach Inden/Altdorf
- Pattern – Ortsteil von Aldenhoven – 1985–1990 umgesiedelt – umgesiedelt nach Neu-Pattern
- Pier, ein Ortsteil von Inden, 2005–2013 umgesiedelt – 2014 abgebaggert – umgesiedelt nach Pier (Langerwehe), Schophoven und Inden/Altdorf
- Pommenich, gehörte zu Pier, 2005–2013 umgesiedelt – 2014–2015 abgebaggert – umgesiedelt nach Pier (Langerwehe), Schophoven und Inden/Altdorf
- Vilvenich, gehörte zu Pier, 2005–2013 umgesiedelt – 2015 abgerissen – umgesiedelt nach Pier (Langerwehe), Schophoven und Inden/Altdorf
- Lohn – Ortsteil von Eschweiler – 1972 umgesiedelt – 1974 abgebaggert – umgesiedelt nach Neu-Lohn
- Pützlohn – Ortsteil von Eschweiler – 1962–1972 umgesiedelt – 1975 abgebaggert – umgesiedelt nach Neu-Lohn
- Erberich – Ortsteil von Eschweiler – 1979 umgesiedelt – 1981–1985 abgebaggert – umgesiedelt nach Neu-Lohn

#### Tagebau Zukunft-West
- Westhälfte von Fronhoven – Ortsteil von Eschweiler – 1972 umgesiedelt – 1974 abgebaggert – umgesiedelt nach Neu-Lohn
- Rittergut Hausen – 1969 umgesiedelt – 1976 abgebaggert
- Langendorf – Ortsteil von Eschweiler – 1972 umgesiedelt – 1977 abgebaggert – umgesiedelt nach Neu-Lohn
- Langweiler – Ortsteil von Aldenhoven – 1970 umgesiedelt – 1973 angebaggert – umgesiedelt nach Weiler Langweiler und Neu-Langweiler
- Laurenzberg – Ortsteil von Eschweiler – 1972 umgesiedelt – 1974 abgebaggert – umgesiedelt nach Dürwiß
- Lürken – Ortsteil von Eschweiler – 1960–1963 umgesiedelt – 1965 abgebaggert
- Obermerz – Ortsteil von Aldenhoven – 1965–1971 umgesiedelt – 1972 abgebaggert
- Velau – gehörte zur Gemeinde Kinzweiler (heute Eschweiler) – 19?? umgesiedelt – 1950 abgebaggert

### Lausitzer Braunkohlerevier
Im Lausitzer Revier wurden bisher über 80 Orte und Gemeindeteile durch Tagebaue und Kühlwasserreservoirs für Kraftwerke abgebrochen und über 30 teilweise devastiert.
→ siehe dazu die Hauptliste Liste der abgebrochenen Orte im Lausitzer Kohlerevier

### Mitteldeutsches Braunkohlerevier
Siehe auch Kirchenabrisse aufgrund von Wirtschaftsinteressen

#### Tagebau Borna-Ost/Bockwitz
- Borna-Ost mit Siedlung Abtei, 1964 bis 1966 devastiert
- Bockwitz, Gemarkung Bockwitz, Gemeinde Borna – östlich von Borna – 1989 devastiert – wegen Schließung des Tagebaues nicht mehr abgebaggert

#### Tagebau Borna-West
- Blumroda – 1952/57 überbaggert
- Hartmannsdorf – 1957 bis 1960 teilweise überbaggert
- Görnitz – 1961 bis 1963 überbaggert
- Alt-Deutzen – 1961 bis 1963 devastiert, als Neu-Deutzen westlich der alten Ortslage neu aufgebaut

#### Tagebau Cospuden
- Gut Lauer, Gemarkung Lauer, Gemeinde Leipzig – 1983 bis 1986 umgesiedelt und überbaggert, jetzt im Cospudener See
- Cospuden, Gemarkung Cospuden, Gemeinde Markkleeberg – ehem. OT von Markkleeberg – zwischen 1973 und 1980 devastiert, jetzt im Cospudener See

#### Tagebau Delitzsch-Südwest/Breitenfeld
- Grabschütz – Ort südlich von Delitzsch – 1985 umgesiedelt
- Kattersnaundorf – Ort südlich von Delitzsch – 1981 umgesiedelt
- Kömmlitz – Ort südlich von Delitzsch – 1988 devastiert – wegen Schließung des Tagebaues nicht mehr abgebaggert
- Lössen – Ort südlich von Delitzsch – 1988 devastiert – wegen Schließung des Tagebaues nicht mehr abgebaggert
- Schladitz – Ort südlich von Delitzsch – 1990 devastiert – wegen Schließung des Tagebaues nicht mehr abgebaggert, als Neu-Schladitz bei Rackwitz wieder aufgebaut, siehe Schladitzer See
- Werbelin – Ort südlich von Delitzsch – 1992 trotz massiver Proteste devastiert – wegen Schließung des Tagebaues nicht mehr abgebaggert, siehe Werbeliner See
- Wolteritz – Ort südlich von Delitzsch – Ortsverlegung und Devastierung vorgesehen – wegen Schließung des Tagebaues nicht mehr umgesetzt

#### Tagebau Deutzen
- Bergisdorf – westlich von Borna – 1951 aufgelöst
- Röthigen – nördlich von Regis-Breitingen – 1957/58 aufgelöst, teilweise devastiert

#### Tagebau Edderitz
- Edderitz, Gemarkung Edderitz, Gemeinde Edderitz – südlich der heutigen Ortslage – 1938 bis 1953 umgesiedelt und überbaggert (einzig der Friedhof nicht), jetzt Edderitzer See

#### Tagebau Espenhain
- Geschwitz, Gemarkung Geschwitz, Gemeinde Rötha – nördlich von Rötha – 1951 bis 1953 umgesiedelt und überbaggert, jetzt rekultiviert (neuer Lauf der Gösel)
- Rüben, Gemarkung Rüben, Gemeinde Rötha – nördlich von Rötha – 1955 bis 1957 umgesiedelt und überbaggert, jetzt Rückhaltebecken Stöhna
- Stöhna, Gemarkung Stöhna, Gemeinde Böhlen – nördlich von Böhlen – 1955 bis 1957 umgesiedelt und überbaggert, jetzt Rückhaltebecken Stöhna
- Großdeuben, Gemarkung Großdeuben, Gemeinde Böhlen – östliche Anteile 1955 bis 1957 umgesiedelt und überbaggert, jetzt rekultiviert
- Zehmen, Gemarkung Zehmen, Gemeinde Böhlen – nördlich von Böhlen – 1957 bis 1958 umgesiedelt und überbaggert, jetzt Rückhaltebecken Stöhna
- Gruna, Gemarkung Gruna, Gemeinde Großpösna, ehem. OT von Magdeborn – nordöstlich von Rötha – 1963 umgesiedelt und für Tagesanlagen im Drehpunkt des Tagebaus abgerissen, nördlicher Teil überbaggert
- Kötzschwitz, Gemarkung Magdeborn, Gemeinde Großpösna, ehem. OT von Magdeborn – nordöstlich von Rötha – 1963 umgesiedelt und überbaggert, jetzt im Störmthaler See
- Gaschwitz, Gemarkung Gaschwitz, Gemeinde Markkleeberg – östliche Feldfluren 1964 bis 1965 überbaggert, jetzt rekultiviert
- Crostewitz, Gemarkung Crostewitz, Gemeinde Markkleeberg – südlich von Markkleeberg-Ost – 1967 bis 1972 umgesiedelt und übergebaggert, jetzt Südufer Markkleeberger See
- Wüste Mark Getzelau, Gemarkung Crostewitz, Gemeinde Markkleeberg – südlich von Markkleeberg-Ost – ca. 1978 übergebaggert, jetzt im Markkleeberger See
- Großstädteln, Gemarkung Großstädteln, Gemeinde Markkleeberg – östliche Feldfluren 1967 bis 1972 überbaggert, jetzt rekultiviert
- Dechwitz, Gemarkung Dechwitz, Gemeinde Großpösna, ehem. OT von Magdeborn – nordöstlich von Rötha – ca. 1965 umgesiedelt und überbaggert, jetzt Deponie Cröbern
- Sestewitz, Gemarkung Dechwitz, Gemeinde Großpösna, ehem. OT von Magdeborn – nordöstlich von Rötha – 1967 bis 1968 umgesiedelt und überbaggert, jetzt Deponie Cröbern
- Göhren, Gemarkung Dechwitz, Gemeinde Großpösna, ehem. OT von Magdeborn – nordöstlich von Rötha – 1967 bis 1968? umgesiedelt und überbaggert, jetzt Deponie Cröbern
- Markkleeberg – südliche Teile 1974 bis 1975 umgesiedelt und überbaggert, jetzt Nordufer Markkleeberger See
- Vorwerk Auenhain, Gemarkung Auenhain, Gemeinde Markkleeberg, ehem. OT von Wachau – südlich von Wachau – 1976 umgesiedelt und überbaggert, jetzt rekultiviert, Feriensiedlung Seepark Auenhain
- Cröbern,  Gemarkung Cröbern, Gemeinde Markkleeberg – südlich von Markkleeberg-Ost – 1976 bis 1982 umgesiedelt und überbaggert, jetzt rekultiviert (die Deponie Cröbern befindet sich nicht auf der Gemarkung)
- Magdeborn, Gemarkung Magdeborn, Gemeinde Großpösna – Gemeinde südlich von Markkleeberg – 1977 bis 1980 umgesiedelt und überbaggert, jetzt teilweise im Störmthaler See
- Göltzschen, Gemarkung Göltzschen, Gemeinde Großpösna, ehem. OT von Magdeborn – nordöstlich von Rötha – 1977 bis 1980 umgesiedelt, jetzt im Störmthaler See
- Rödgen, Gemarkung Rödgen, Gemeinde Großpösna, ehem. OT von Störmthal – südwestlich von Störmthal – 1984 umgesiedelt und überbaggert, jetzt im Störmthaler See

#### Tagebau Geiseltal
mehrere ehemalige Tagebaue zwischen Frankleben bei Merseburg, Braunsbedra und Mücheln
- Runstedt – 1929 umgesiedelt – 1931 abgebaggert
- Naundorf – 1954 umgesiedelt – 1957 abgebaggert
- Benndorf – 1954 umgesiedelt – 1959 abgebaggert
- Wernsdorf – 1956 umgesiedelt – 1957 abgebaggert
- Zützschdorf – 1956 umgesiedelt – 1957 abgebaggert
- Körbisdorf – 1957 umgesiedelt – 1958 abgebaggert
- Geiselröhlitz, Gräfendorf, Teile von Neumark,  – 1957 umgesiedelt – 1960 abgebaggert
- Lützkendorf – 1961 umgesiedelt – 1963 abgebaggert
- Möckerling – 1961 umgesiedelt – 1964 abgebaggert
- Petzkendorf und Teile von Krumpa – 1961 umgesiedelt – 1968 abgebaggert
- Kleinkayna, Teile von Großkayna, Teile von Roßbach – 1963 umgesiedelt – 1966 abgebaggert
- Teile von Neubiendorf – 1964 umgesiedelt – 1968 abgebaggert
- Kämmeritz – 1966 umgesiedelt – 1968 abgebaggert
- Kolonie Neumark, Neumark-Ost – 1968 umgesiedelt – 1975 abgebaggert
- Zorbau, Zöbigker, Eptingen, Gehüfte – 1968 umgesiedelt – 1975 abgebaggert

#### Tagebau Goitzsche
- Döbern – Ort bei Bitterfeld – 1982 devastiert
- Niemegk – Ort bei Bitterfeld – 1978 devastiert
- Paupitzsch mit Gut Neuhaus – Ort bei Bitterfeld – 1976 devastiert
- Ortsteil von Petersroda – Ort bei Bitterfeld
- Seelhausen – Ort bei Bitterfeld
- Zöckeritz – Ort bei Bitterfeld – 1956 überbaggert

#### Tagebau Golpa I
Baufeld 1 (1905–1948)
- Golpa – Ort westlich Zschornewitz im Landkreis Wittenberg – zwischen 1940 und 1944 überbaggert

#### Tagebau Golpa-Nord
- Gremmin – Ort bei Gräfenhainichen im Landkreis Wittenberg – 1980 umgesiedelt – 1982 überbaggert

#### Tagebau Groitzscher Dreieck
(1974–1991, seit 1995 Abbaufeld des Tagebaus Vereinigtes Schleenhain)
- Berndorf, 1976 teilweise abgebaggert
- Zschagast, zwischen Michelwitz und Berndorf, 1981 abgebaggert
- Käferhain, ehemals Kreis Borna, 1985/86 ausgesiedelt, teilweise abgebaggert, aufgrund Stundung des Tagebaus erst weiter ab 2030 (als Teil des Tagebaus Vereinigtes Schleenhain)

#### Tagebau Muldenstein
- Ortsteil von Pouch – Ort bei Bitterfeld

#### Tagebau Nachterstedt
- Nachterstedt – ab 1928 devastiert und etwa 1,5 km südlich neu aufgebaut
- Königsaue – um 1965 devastiert und als Neu Königsaue etwa 1,5 km nördlich neu aufgebaut

#### Tagebau Peres
(südlich von Zwenkau, seit 1995 Abbaufeld des Tagebaus Vereinigtes Schleenhain)
- Leipen – 1965–1966 devastiert
- Piegel – 1976–1978 devastiert
- Peres – 1982–1983 devastiert
- Wüstung Zöllsdorf – 1990 teilweise devastiert

#### Tagebau Phönix-Falkenhain
- Rusendorf, nördlich von Meuselwitz, Landkreis Zeitz – 1927 bis 1932 abgebaggert – heute Rusendorfer See

#### Tagebau Phönix-Ost
- Schnauderhainichen, nordöstlich von Meuselwitz, Kreis Altenburg – 1959 bis 1960 Teilortsabbruch

#### Tagebaue im Zeitz-Weißenfelser Braunkohlenrevier
inklusive Tagebau Profen, ehemalige Tagebaue Emma, Streckau, Pirkau und Domsen
- Gaumnitz –  Ort im ehemaligen Landkreis Zeitz – 1930 devastiert (Tagebau Emma)
- Pirkau – Ort im ehemaligen Landkreis Hohenmölsen – 1948 devastiert, umgesiedelt ins heutige Neu-Pirkau Burgenlandkreis (Tagebau Pirkau)
- Streckau – Ort im ehemaligen Landkreis Zeitz 1953–1954 devastiert (Tagebau Streckau)
- Mutschau – Ort im ehemaligen Landkreis Hohenmölsen 1957–1958 devastiert (Tagebau Pirkau)
- Köttichau – Ort im ehemaligen Landkreis Hohenmölsen 1961–1963 devastiert (Tagebau Pirkau)
- Stöntzsch – Ort im Landkreis Borna bei Pegau – 1963–1965 devastiert (Tagebau Profen)
- Domsen – Teilabriss 1967 (Neubauernhäuser) (Tagebau Domsen)
- Döbris – Ort im ehemaligen Landkreis Hohenmölsen 1967 devastiert (Tagebau Pirkau)
- Queisau – Ort im ehemaligen Landkreis Hohenmölsen 1979–1980 devastiert (Tagebau Profen)
- Steingrimma Ort im ehemaligen Landkreis Hohenmölsen – 1980–1981 devastiert (Tagebau Profen)
- Dobergast – Ort im ehemaligen Landkreis Hohenmölsen 1984 devastiert (Tagebau Profen)
- Schwerzau – Ort im Burgenlandkreis bei Zeitz – 1993 umgesiedelt nach Draschwitz, Landkreis Burgenland – 1995–1999 devastiert  – Abgebaggert 2007 (Tagebau Profen)
- Großgrimma – Ort im Burgenlandkreis bei Hohenmölsen – 1997/98 umgesiedelt – 2006: Abriss dauert noch an (Tagebau Profen)
- Bösau – Ort im Burgenlandkreis bei Hohenmölsen, Ortsteil von Großgrimma – 1997/98 umgesiedelt – 2001 devastiert (Tagebau Profen)
- Deumen – Ort im Burgenlandkreis bei Hohenmölsen, Ortsteil von Großgrimma  – 1997/98 umgesiedelt – 2000–2002 devastiert (Tagebau Profen)
- Mödnitz – Ort im Burgenlandkreis bei Hohenmölsen, Ortsteil von Großgrimma  – 1997/98 umgesiedelt – 2000–2005 devastiert (Tagebau Profen)
- Domsen – Ort im Burgenlandkreis bei Hohenmölsen, Ortsteil von Großgrimma  – 1997/98 umgesiedelt – 2006: Abriss dauert noch an (Tagebau Profen)
- Grunau – Ort im Burgenlandkreis bei Hohenmölsen, Ortsteil von Großgrimma – 1997/98 umgesiedelt – 2006: Abriss dauert noch an (Tagebau Profen)

#### Tagebau Ruppersdorf
- Ruppersdorf, südwestlich von Regis-Breitingen – 1948 bis 1950 umgesiedelt und überbaggert – jetzt Halde Ruppersdorf, rekultiviert

#### Tagebau Schleenhain
- Hagenest, OT Löschützmühle – 1957/58 devastiert
- Kleinhermsdorf / Nehmitz – beide teilweise 1960/61 devastiert
- Schleenhain – 1967 devastiert
- Droßdorf – 1983 devastiert
- Breunsdorf – 1994 geräumt und nach der umfassenden archäologischen Aufnahme 1999 abgerissen

#### Tagebau Vereinigtes Schleenhain
- Heuersdorf – ehemalige Gemeinde im Landkreis Leipzig, zwischen 2006 und 2010 abgerissen
- Großhermsdorf – Gemarkung Großhermsdorf, ehem. OT von Heuersdorf, 2009/10 abgerissen
- Wüstung Meuschendorf – gehörend zur Gemeinde Heuersdorf, nach 2010 überbaggert

#### Tagebau Witznitz
- Witznitz – 1941 devastiert
- Neukieritzsch – 1952–1957 Teilabbruch
- Trachenau – 1962 devastiert
- Treppendorf – 1962 devastiert
- Hain – 1968 devastiert
- Kleinzössen – 1968 devastiert
- Kreudnitz – 1968 devastiert
- Gaulis – 1989 Teilabbruch
- Wüstung Crossen in Flur Mölbis – 1988/1989 devastiert

#### Tagebau Zechau
- Petsa, südöstlich von Meuselwitz, Landkreis Altenburg, 1943–1947 umgesiedelt und abgebaggert
- Leesen, südöstlich von Meuselwitz, Landkreis Altenburg, 1950–1952 umgesiedelt und abgebaggert

#### Tagebau Zipsendorf-Süd
- Wuitz, ehemaliger Ort im Kreis Zeitz, Bezirk Halle, 1953–1955 geräumt und gleichzeitig abgebaggert
- Sabissa, ehemaliger Ort im Kreis Zeitz, Bezirk Halle, 1953–1956 geräumt und danach abgebaggert

#### Tagebau Zipsendorf-West
- Oberhaide, ehemaliger Ort im Landkreis Zeitz, zwischen 1938 und 1940 geräumt und danach abgebaggert

#### Tagebau Zwenkau
(bis 1969 unter der Bezeichnung „Tagebau Böhlen“)
- Zeschwitz – 1943 ausgesiedelt und danach sofort überbaggert
- Großdeuben – 1956–1958 teilweise überbaggert
- Gaschwitz – 1964/65 westliche Fluren teilweise überbaggert
- Prödel – 1971/72 umgesiedelt und überbaggert
- Zöbigker – 1973 und 1978 teilweise überbaggert
- Bösdorf – ehemaliger Bezirk Leipzig, 1980–1982 ausgesiedelt und danach abgebaggert
- Eythra – ehemaliger Bezirk Leipzig, 1982–1986 ausgesiedelt und 1990 bis 1999 systematisch bis zur Lindenallee des einstigen Schlosses Eythra abgebaggert
- Wüstung Mark Budigaß nordöstlich von Zwenkau – 1973 abgebaggert

### Tagebaue derSDAG Wismut

#### Tagebau Lichtenberg
- Gessen – ab 1966 nach Haldenrutsch ausgesiedelt
- Lichtenberg – bis 1954 ausgesiedelt, Abbruch bis 1965
- Schmirchau – 1955–1962 abgerissen, dann abgebaggert

#### Tagebau Culmitzsch
- Culmitzsch – 1964–1970 ausgesiedelt
- Gauern (teilweise)
- Katzendorf
- Sorge-Settendorf (teilweise)

### Oberpfälzer Braunkohlerevier
- Wackersdorf 1950/52 an den heutigen Standort umgesiedelt

## Polen

### Tagebau Turów
- Biedrzychowice Górne (Friedersdorf)
- Gościszów (Gießmannsdorf)
- Pasternik (Zittel)
- Rybarzowice (Reibersdorf)
- Strzegomice (Dornhennersdorf)
- Turoszów (Türchau)
- Wigancice Żytawskie (Weigsdorf)
- Zatonie (Seitendorf)